# 한국은행
한국은행(韓國銀行, 영어: Bank of Korea, 약칭: 한은(韓銀), BOK)은 효율적인 통화신용정책의 수립과 집행을 통해 물가안정을 도모하여 국민 경제의 건전한 발전에 이바지하는 것을 목표로 하는 대한민국의 중앙은행이다. 대한민국의 통화인 대한민국 원의 발권은행이기도 하다. 1950년 6월 12일에 발족하였으며, 서울특별시 중구 남대문로 39에 위치하고 있다.

## 설치 근거
- 「한국은행법」

## 소관 업무
한국은행권 발행
대한민국 원을 단위로 하는 화폐의 발행권을 가진다. 화폐는 한국은행의 주문에 따라 한국조폐공사에서 만들어져 한국은행 금고에 보관되다가 금융기관 등의 지급 요청에 의해 한은 본부 및 지역본부를 통해 시종에 유통된다. 또한 주화와 기념화폐를 발행할 수 있다.
예금과 지급준비
일반 은행과 달리 금융기관으로부터 예금을 받는다. 또한 지급준비금의 최저율을 결정하고 지급결제제도 전반에 대한 총괄·감시하는 기능을 수행하며, 최저지급준비금을 보유하지 않는 금융기관으로부터 과태료를 징수한다.
금융기관에 대한 대출
한은의 여신업무는 「한국은행법」 제64조의 규정 내에서 금융통화위원회가 정하는 바에 따라 금융기관에 대해서만 할 수 있다. 다만, 금융통화위원회 위원 4명 이상의 찬성으로 긴급여신을 결정할 수 있다.
공개시장에서의 증권 매매
통화신용정책 수행을 위해 국채와 유가증권을 공개시장에서 매매·대차하고 금융통화위원회의 결정에 따라 통화안정증권을 공개시장에서 발행할 수 있다.
국고금 출납 등
대한민국 국고금 예수기관의 기능을 수행하며 그 외에도 정부에 속하는 증권·문서·고가물 등을 보호예수한다. 다시 말해 대한민국이 걷는 세금은 모두 한국은행에 있는 국고에 입금된다. 국가의 수입 징수를 보조하고 국채 관련 사무도 함께 취급한다. 정부대행기관에 대해 예금·대출 업무도 관장한다.
금융기관 검사
통화신용정책 수행에 필요한 경우 금융기관 등으로부터 자료의 제출을 요구할 수 있으며 금융감독원에 요청해 검사를 실시할 수도 있다. 검사에 대해 필요한 경우 한국은행이 직접 참여할 수도 있으며 결과에 따라 시정조치를 요구할 수 있다.
기타
외국환 업무·외국 금융기관 등으로부터의 예금 수입·귀금속 매매 등의 업무를 수행하며 정부의 환율 정책에 대해 협의하고 금융기관과 환거래 계약을 한다. 또한 경제 일반에 관한 통계 자료를 수집하고 경제에 관한 조사를 하며 관련 자료와 정부를 정부기관·법인·개인에게 요구할 수 있다. 대한민국이 가입해 있는 국제통화기구나 금융기구와의 사무·교섭·거래에서는 정부를 대표한다.

## 역사

### 중앙은행 설립 논의
광복 이후 미군정은 대한민국 원을 법정 통화로 정하고 조선 엔의 가치를 무효화했다. 이와 함께 아치볼드 빈센트 아널드 군정장관은 군정법령 제21호를 포고하여 일제강점기 때 제정된 법령의 존속을 선언해 조선은행은 해방 이후에도 그 역할을 수행했다. 다만, 일본인 소유의 모든 재산이 군정청으로 귀속되도록 하여 조선은행은 군정청 직속 기관이 되었다.
1947년 6월 16일에 외국과의 무역을 진흥시키고자 관련 업무를 수행하는 조선환금은행을 창립했다. 이는 외국환 금융제도를 수립하는 것을 목적으로 했는데 5억 원을 정부출자로 해서 설립했다. 환금은행은 군정청이 이사회 구성권을, 재무부가 참여회 구성권을 가지는 군정청 직속 기관으로 운영되었다.
1948년 9월 20일 발효된 「대한민국정부와 미국정부 간의 재정 및 재산에 관한 최초협정」을 통해 군정청이 가지고 있던 모든 국유재산이 대한민국 정부에 이양되었는데 이를 계기로 중앙은행 설립 논의가 본격화되었다.

### 한국은행 창설

1950년부터 2010년까지 사용된 한국은행 로고. 1946년부터 1950년까지 조선은행의 로고로도 사용되었다.

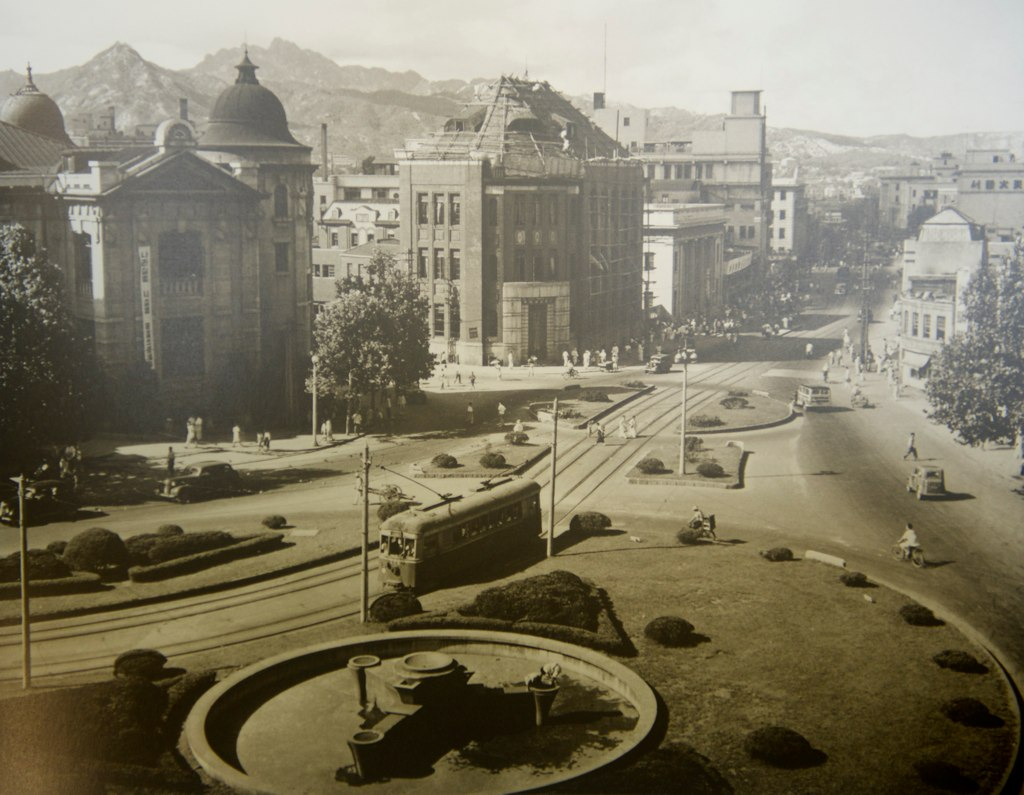
1950년 6월 촬영된 한은 본부

광복 이후 남북이 분단되면서 경제적 상호보완체계가 붕괴되어 생산활동이 원활하지 않았던 상황에서 해외 귀환동포와 북한 피난민의 유입으로 소비는 급격히 증가했다. 미군정은 재원조달이 어려워 적극적으로 대처하지 않은 채, 통화증발만 억제하여 통화신용에 대한 강력한 통제력을 가진 중앙은행 설립의 필요성이 높아졌다.
대한민국 정부 수립을 전후하여 환금은행과 조선은행이 경제 정책에서 중추적 역할을 수행하고 있었는데 조선은행이 은행권을 발행하고 환금은행이 발행담보를 보관하는 이원화된 구조를 유지했다. 하지만 이를 통해 통화 가치와 외환 거래가 연계되지 않아 환율·금융 정책을 수립할 힘이 없었고 이에 따라 두 기관의 통합이 추진되었다. 이는 소위 환은통합이라 불렸는데 다만 환금은행의 반발이 컸다.
1947년 4월 조선은행이 중앙은행설립대강을 발표해 중앙은행 설립의 필요성을 역설했다. 조선은행은 중앙은행이 국영이 아니라 반국반민일 것을 주장했는데 이는 은행업과 기간산업의 국유화는 인플레이션을 초래할 염려가 있고, 중앙은행이 정권의 영향에서 격리되고 자주적 경영을 보유할 필요가 있으며, 중앙은행 이사진은 정당과 정파를 초월하여 전문성과 적임성을 갖춰야 함 등을 이유로 들었다. 그 외에도 금융사무 경험자가 부족한 상황을 감안해 일정 기간 외국환업무 등 일반은행 업무를 중앙은행이 취급하며, 발권제도도 중앙은행에 집중시킬 것을 주장했다.
남조선과도정부 재무부도 중앙은행제도를 논의했는데 식민지 금융의 탈피와 물가고 해결에 역점을 두었다. 1948년 3월에는 금융법규대강초안을 발표해 중앙은행설립방안을 공개했는데 「중앙은행법」·「산업은행법」·「환금은행법」·「국민협동은행법」·「은행법」·「무진금융업법」의 제정을 토대로 한 것이었다. 이와 별도로 조선은행도 11월에 중앙은행설립방안을 연구했는데 미국·영국·일본 뿐 아니라 폴란드·에스토니아·그리스 등 여러 나라의 중앙은행 제도를 조사한 것으로 중앙은행의 독립성과 국유화의 완화를 강조했다.
이승만 정부 수립 이후에는 재무부가 산하에 재정금융위원회를 설치해 중앙은행제도를 논의했다. 이를 바탕으로 1949년 2월에는 「한국중앙은행법」 초안의 완성을 보았고 김도연 재무부 장관의 요청으로 방한한 미국 연방준비제도의 전문가 의견을 반영해 1950년 2월 「한국은행법」 초안을 완성했다.
국회에 법안이 제출된 것은 3월 21일이며 홍성하 국회 재정경제위원장은 중앙은행의 독립성이 담보된 점, 금융통화위원회가 정부 국책에 위반되는 결정을 할 수 없도록 규정한 점, 은행감독부장이 중앙은행 및 일반은행을 감독하도록 한 점 등이 상당히 진일보한 것이라고 평했다. 김수선 의원 등은 법안의 중요성을 감안하면 1년의 여유를 두고 토론해야 한다며 반대했지만 김도연은 금융 정책의 최고 결정권은 정부가 가지고 중앙은행도 재무부의 감독을 받을 것이며 재정과 금융의 건전화를 위해 한국은행의 창설이 시급하다고 주장했다. 이후 4월 21일 국회 본회의를 통과한 뒤 5월 5일에 공포되어 20일 뒤에 발효했다. 한국은행이 정식으로 업무를 개시한 것은 6월 12일이며 당시 직원들의 선서문이 지금도 남아 있다.

### 군사 정권 시대
5·16 군사 정변으로 집권한 박정희 전 대통령은 1962년 「한국은행법」을 개정했다. 경제개발을 위한 금융 지원을 위한 것이었는데 전반적으로 한은의 기능이 축소되고 독립성은 후퇴한 것이었다. 1962년의 법 개정으로 금융통화위원회는 '통화·신용·외환에 관한 정책의 수립' 기능 대신 '통화·신용의 운영관리에 관한 정책의 수립' 기능을 수행하도록 범위가 축소되었으며 외환 정책에 관한 부분은 정부의 소관사항으로 이관되었다. 또한 한은은 재무부의 인가를 받은 외국환 업무만을 수행하도록 했다. 금융통화위원회의 위원 수도 7명에서 9명으로 늘리는 동시에 민간위원의 수는 오히려 3명에서 2명으로 줄여 독립성을 침해했으며 위원회의 결정을 재무부가 재의를 요구할 수 있도록 했다. 재무부가 한은의 업무를 검사하고 국무회의에서 한은의 예결산을 승인하도록 한 것도 한은의 자율성을 위축시킨 것이며, 그 외에도 기존의 정부출자특수법인의 성격을 무자본특수법인으로 전환했다. 이때 개정된 「한국은행법」은 이후 1998년 전부개정이 이루어질 때까지 기본 골격으로서 그 틀을 유지하게 된다.
1977년에는 금융통화위원회의 요구에 따라 금융기관이 지급준비자산을 보유할 수 있도록 하는 한편, 은행감독원의 독립성을 강화하는 법 개정을 했다. 1980년대에는 다시 한은의 독립성을 다소 보장하는 방향의 개정이 이루어졌는데 이는 금융자율화 추세에 따른 것이었다. 1982년 「한국은행법」을 개정해 한은의 예결산을 금융통화위원회가 독자적으로 승인토록 했으며 국공립대학의 교원이 금융통화위원회 위원으로 임명될 수 있도록 하여 금융전문가의 참여를 보장했다.

### 민주화 이후
정부 주도의 경제정책을 뒷받침하기 위한 한국은행 체제가 1980년대부터 그 효율성이 저하되고 6월 항쟁을 계기로 민주화가 이루어지자 한은의 독립성 보장 요구가 높아졌다. 1987년 7월 28일 부산지점 직원들이 한은의 독립성을 헌법에서 보장해야 한다는 성명서를 발표하고 본점과 다른 지점에서 지지 성명이 잇따르자 정치권에서도 「한국은행법」을 개정해 중립성을 강화하기로 합의했다. 1988년 대한민국 제13대 국회에서 여야는 각각 법 개정안을 마련했는데 김건 한은 총재는 어느 것도 한은의 독립성을 보장해주지 못한다며 독자적인 행동에 나섰다. 중앙은행중립성보장추진위원회를 결성하고 시민들로부터 서명운동을 전개한 것이다. 그럼에도 정치권에서는 공방이 계속되었고 1989년 8월 재무부는, 한은 총재가 금융통화위원회 의장직 수행, 재무부 장관이 통화신용정책의 사전협의권·은행감독지시권·한은의 예산 승인권과 감사 임명권을 수행, 재무부 차관이 금융통화위원회에 당연직으로 참여, 한은 총재와 은행감독원장을 대통령이 임명하는 것을 골자로 한 개정안을 발표했다. 한은은 독립성과 자율성을 약화시킨다며 반발했고 민주정의당도 「한국은행법」 개정을 장기과제로 유보했다.
김영삼 정부의 출범과 함께 한은 개혁 문제가 다시 부상했다. 하지만 1995년 2월 재정경제원이 발표한 내용은 과거 재무부의 발표안과 대동소이했고 김명호 한은 총재는 국회에 출석해 재정경제원이 제안한 「한국은행법」 개정안에 반대한다고 했다. 야당이 한은을 지지하면서 결국 「한국은행법」 개정은 다시 물건너갔다.
이후 김영삼이 1997년 연두기자회견에서 금융개혁을 추진하겠다고 발표하면서 다시 공론화에 불을 붙였다. 정부는 금융계 대표 31명을 모아 금융개혁위원회를 설치했고 위원회는 6월에 개편안을 마련해 대통령에 보고했다. 개편안은 재정경제원 장관이 금융통화위원회에 의안을 제안할 수 있도록 하고 한은이 은행 감독 기능을 수행하지 않도록 하는 등 한은이 반대한 내용이 포함되어 있었지만 금융통화위원회 위원의 임기를 연장하고 한은 총재가 의장직을 수행토록 하는 내용도 포함되어 있었다. 은행 감독도 한은이 통화신용정책 수립에 필요한 감독 기능은 인정하면서 나름의 절충안을 제시했는데 발표된지 불과 9일만에 이른바 4자합의에서 대폭 수정되었다. 수정안은, 한은을 한국중앙은행으로 개편, 금융통화위원회에 사무국을 설치하며 한은은 특수법인으로 전환해 금통위의 의결 내용을 집행하는 기구로 규정해 양자를 분리, 정부와 협의한 물가안정목표를 지키지 못할 시에 금통위 의장과 위원을 해임, 재경원 장관이 금통위에 의안을 제안하고 재의를 요구할 수 있으며 재경원 차관은 금통위 회의에서 발언권을 가짐, 은행감독원은 정부기구로 전환 등의 내용을 포함하고 있었다. 이는 기존의 절충안에서 크게 후퇴한 것이었기에 한은 직원들은 비상대책위원회를 결성하고 부서장들도 수정안에 반대한다는 입장을 취했다.
신한국당은 여론에 민감하게 반응해 재수정안을 제시했는데 지급결제제도를 한은의 소관 사항으로 하고 재경원 장관의 의안제의권·금통위 사무국 설치·금통위 위원 해임을 삭제한 것이었다. 하지만 정부와 물가안정목표를 협의할 때 통화신용정책 운영계획을 포함하도록 확대하여 한은의 자율성을 다시 침해했다. 한은은 재수정안에 대해서도 문제점이 많다고 시정을 촉구했지만 정부가 받아들이지 않자 이성태 기획부장 등 2,811명이 서명한 입법청원서를 국회에 제출했고 전직 한은 총재들도 반대 성명을 내고 일부 직원들이 신한국당 총재실에서 철야농성·항의시위까지 벌였다. 결국 관련 법률안들은 대한민국 제15대 대통령 선거 이후에 처리하기로 여야가 합의했는데 대한민국의 IMF 구제금융 요청이 터지고 이 과정에서 국회에 상정된 법률안을 연내에 통과시키기로 한 양해각서가 발표되면서 결국 12월 29일에 본회의를 통과하고 이틀 뒤에 전격 공포되었다.
이 개정은 1998년 4월 1일부터 시행되었는데 한은의 목적을 '통화가치의 안정과 은행·신용제도의 건전화'에서 물가안전만으로 조정했다. 또한 법에서 한은의 중립성·자율성·자주성을 규정했다. 그 외에도 은행감독 기능을 금융감독원으로 분리, 재경부 장관의 금통위 참여 배제, 한은 총재가 금통위 의장직 수행, 민간 추천 금통위 위원 수를 2명에서 3명으로 증가, 한은과 정부가 협의하여 물가안정목표를 결정, 한은의 회계검사를 감사원으로 일원화, 재경부의 한은 정관변경 승인권 폐지 등을 규정했다.

### 2000년대 이후
1998년의 개정법률은 과거에 비해 비교적 중립성이 강화되었지만 미비점이 존재했다. 이에 한은 부총재 등이 참여한 금융감독조직혁신위원회가 출범해 금융기관에 대한 한은의 검사 기능을 강화하고자 했지만 법제화가 지연됐고 2002년 6월에는 한은이 요청한 공동검사를 금융감독원이 거부하는 일이 일어났다. 이런 상황에서 박승 총재는 노무현 대통령 당선인에게 「한국은행법」의 개정 필요성을 언급했고 대통령직인수위원회가 한은의 독립성을 제고하는 내용을 국정과제에 포함시켰다. 2003년 3월에는 나오연 국회 재정경제위원장이 「한국은행법」 일부개정법률안을 발의했다. 개정안은 정부와 한은의 합의안을 따라 일부 수정하여 가결되었는데 주요 내용으로는 한은 부총재가 금통위 당연직 위원으로 참여, 예산 운용의 자율성 확보, 한은의 공동검사 요구에 금감원이 지체없이 응하도록 규정 등이 있다. 이 개정안은 2004년 1월 1일부터 시행되었다.
2007년-2008년 세계 금융 위기가 심화되던 2008년에는 한은이 금리 인하·총액대출한도 증액·통화 스와프 체결 등의 노력을 했지만 대응이 여전히 미온적이라는 비판이 나왔다. 미국에서도 때마침 금융감독체계 개편과 중앙은행 기능 강화 논의가 확산되면서 한국에 영향을 미치면서 「한국은행법」 개정 움직임이 본격화되었다. 하지만 기획재정부는 금융행정시스템 및 정부조직 개편과 함께 논의되어야 한다며 소극적인 반응을 보였고 금융감독기구도 한은의 역할 확대에 거부 반응을 보냈다. 당사자인 한은조차 소모적 논쟁을 우려하며 경제위기 극복은 현행 법률 하에서도 가능하다는 입장이었다. 하지만 국회 기획재정위원회는 이를 밀어붙였는데 지급결제제도 운영·감시 권한을 금융위원회로 집중하는 문제를 두고 기획재정위원회와 정무위원회가 충돌하면서 결국 2010년 4월 법률 개정은 무기한 유보되었다. 이때 합의에 이르지 못한 부분 중 한은의 설립 목적에 '금융안정에 유의할 것'을 명시할 것 등이 2011년 개정법률을 통해 반영되었다.
2024년 12월, 경제통계국이 경제통계1국과 경제통계2국으로 분할되는 조직개편안이 발표되었다. 경제통계1국은 통화지표·가계신용, 자금순환, 국제수지, 국외투자통계 등 금융통계 및 물가, 기업통계, 경제심리지수 편제 등에 역량을 집중하고, 경제통계2국은 국내 총생산(GDP), 투입산출통계, 국민B/S 등의 실물통계 편제 업무를 수행하고 GDP 통계의 유용성 증대를 위해 디지털 경제, 위성계정 등의 통계를 개발하는 역할을 맡는 것을 골자로 한다. 또한, 이를 위해 경제통계국 소속인 국민소득총괄팀, 지출국민소득팀, 분배국민소득팀, 투입산출팀, 국민B/S팀은 경제통계2국으로 이관하고 국민계정기획팀을 신설하는 내용도 담겼다.

## 조직
2025년 조직개편에 따른 조직 구조는, 본부부서 15국 1실 3원, 지역본부 16개 본부 형태이다.

### 금융통화위원회
금융통화위원회는 한국은행의 정책결정기구이다. 한은 총재와 부총재는 당연직 위원으로 참여하며, 기획재정부 장관·한국은행 총재·금융위원회 위원장·대한상공회의소 회장·전국은행연합회장이 각각 1명씩 추천하여 7명의 위원으로 구성한다. 위원의 임기는 4년이며 연임도 가능하다. 정부는 금융통화에 관한 중요한 정책을 수립할 때 금융통화위원회의 의견을 들어야 한다.
금융통화위원회의 권한은 통화신용정책에 관한 의결과 한국은행의 운영에 관한 의결로 구분되며 회의 내용은 충실히 기록하여 반드시 의사록을 작성해야 한다. 의안의 발의는 위원 2명 이상이 할 수 있으며 특별한 경우를 제외하고는 5명 이상의 출석과 출석 과반수의 찬성으로 의결한다.

### 집행기관
금융통화위원회가 결정한 정책을 집행하는 기구로 총재 1명·부총재 5명 이내·부총재보와 본부부서로 구분된다. 지역별로 지역본부도 두고 있다.
집행기관 직원은 총재가 임면하며, 금융통화위원회가 수립한 통화신용정책을 성실히 집행할 의무를 진다. 금융통화위원회 위원과 한국은행 직원은 「형법」 등 기타 법률의 벌칙 적용에 있어서는 공무원으로 의제한다.
본부부서는 금융통화위원회가 의결하여 설치하지만 한은 설립 당시에는 「한국은행법」에 은행감독부·조사부·외국부의 설치를 의무화했었다. 이는 1962년 법 개정을 통해 외국부의 의무 설치 규정을 삭제함과 동시에 외환업무 범위를 축소시켰으며 은행감독부는 은행감독원으로 개편했다. 1967년에는 외국부와 외자부를 한국외환은행으로 독립시켰다. 1960년대 말부터 정부의 경제개발계획으로 한은의 업무도 함께 증가하여 조직이 팽창했다가 1981년 총무처의 정부조직개편방침에 따라 대국대과체제로 개편되었다. 1998년에는 「한국은행법」을 전부개정해 은행감독원과 조사부의 설치를 규정한 부분을 제거하여 독립성과 중립성을 강화했고, 1999년에는 부제를 국제로 변경했다.
지역본부는 설립 당시에는 7개 도시에 있었는데 이는 조선은행의 지점을 그대로 인수한 것이었다. 1969년에는 지역경제의 규모가 커지면서 일부 지점에서도 과제를 실시하고 지점을 추가로 설치했다. 1980년대부터는 은행감독 업무의 효율적 수행을 위해 지점에도 은행감독실을 설치했으며 지점과 거리가 멀어 화폐수급에 애로가 있는 지역에는 주재사무소를 설치했다. 1998년부터는 지점정비를 통한 조직의 경량화가 추진되어 지점과 분실의 통폐합이 이뤄졌고 2002년 지점을 지역본부로 개편했다. 과거에는 지역본부 산하에 지점과 분실도 두었지만 지금은 모두 폐지되었다.
| - 기획협력국 - 법규제도실 - 금융통화위원회실 - 비서실 - 디지털혁신실 - 윤리경영실 - 지속가능성장실 - 커뮤니케이션국 - 경제교육실 - IT전략국 - 인사경영국 - 재산관리실 - 안전관리실 - 인재개발원 - 조사국 - 경제모형실 - 경제통계1국 - 경제통계2국 - 금융안정국 - 금융검사실 - 통화정책국 - 금융시장국 - 금융결제국 - 금융업무국 - 발권국 - 국제국 - 국외사무소 - 국제협력국 - 외자운용원 - 경제연구원 | - 부산본부 - 대구경북본부 - 목포본부 - 광주전남본부 - 전북본부 - 대전세종충남본부 - 충북본부 - 강원본부 - 인천본부 - 제주본부 - 경기본부 - 경남본부 - 강릉본부 - 울산본부 - 포항본부 - 강남본부 |

### 감사
한국은행의 업무를 감사하여 금융통화위원회에 보고하는 역할을 한다. 매년 종합감사보고서를 작성하여 정부와 금융통화위원회에 제출한다.

## 비판

### 독립성 논란
1960년대부터 정부 주도의 경제개발이 이루어지면서 한은의 독립성은 크게 위협받았다. 금리를 결정하는 금융통화위원회 의장직을 재무부 장관이 맡으며 그 아래에 한은을 위치시켰기에 한은은 '재무부 남대문 출장소' 혹은 '재무부 금리국'이라는 오명까지 받았다. 1998년 「한국은행법」 전부개정법률을 통해 외관상으로는 독립이 이루어졌지만 금융시장과 통화정책을 수행할 때 주도적인 모습을 보이지 못하고 여전히 정부에 대해 수동적인 입장을 취하면서 한은이 조용한 절간 같다고 하여 한은사(寺)라는 불명도 얻었다.
금리 정책과 관련해서 정부의 요구에 굴복하는 경우도 많았다. 박근혜 정부에서는 1년 이상 유지해온 금리를 3개월에 걸쳐 인하하여 2014년 10월에는 0.5%p 낮아졌으며, 다음 해 6월까지 추가로 0.5%p를 내렸다. 문재인 정부에서도 집값 급등을 잡고자 한은에 금리 인상을 압박했다는 의혹을 받았다.
감사직을 오랫동안 기재부 출신 관료가 맡는 것도 독립성 훼손을 초래했다. 감사는 외부 인사로 충원하는 것이 일반적이지만 지나친 기재부의 독점이 한은을 압박한다는 것이다. 2018년 6월 한은 노조는 성명을 통해 감사 자리를 고려의 내정을 간섭하기 위해 원나라가 보낸 관리인 다루가치에 빗대기도 했다.

### 방만 운영
한은의 방만 경영도 도마 위에 자주 올랐다. 특히 과도한 복리후생제도와 비효율적인 인력 운영이 자주 문제시되었는데 감사원은 2009년 기관감사를 통해 한은 직원의 과다한 휴가를 감축·폐지할 것을 통보했지만 이를 이행하지 않았다. 2015년~2017년 사이에는 폐지 대상이 된 복리후생제도를 계속 운영해 150억 원 이상의 금액을 지출했으며 한은 스스로가 마련한 조직개편 방안도 제대로 이행하지 않아 지나치게 많은 업무 인력을 보유하고 있다는 지적도 받았다. 감사원은 이를 두고 통화신용정책 독립성을 이유로 방만경영 개선기준을 적용받지 않기 때문이라고 지적했다.
해외사무소 역시 방만하게 운영하여 축소·폐쇄하라는 감사원의 지적을 받았다. 해외사무소 규모는 IMF 위기를 통해 줄었지만 2000년 이후 다시 회복되었다. 특히 감사원은 해외사무소의 역할은 출장이나 연수를 통해 충분히 수행할 수 있다고 지적했고 이에 한은은 2008년 8월 홍콩사무소를 폐쇄했다.

## 갤러리

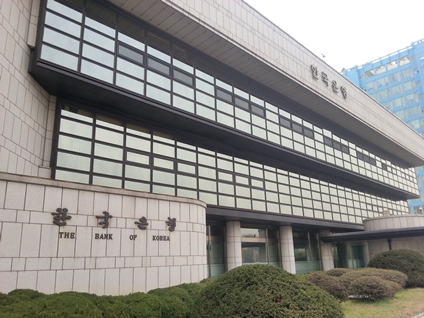
인천본부
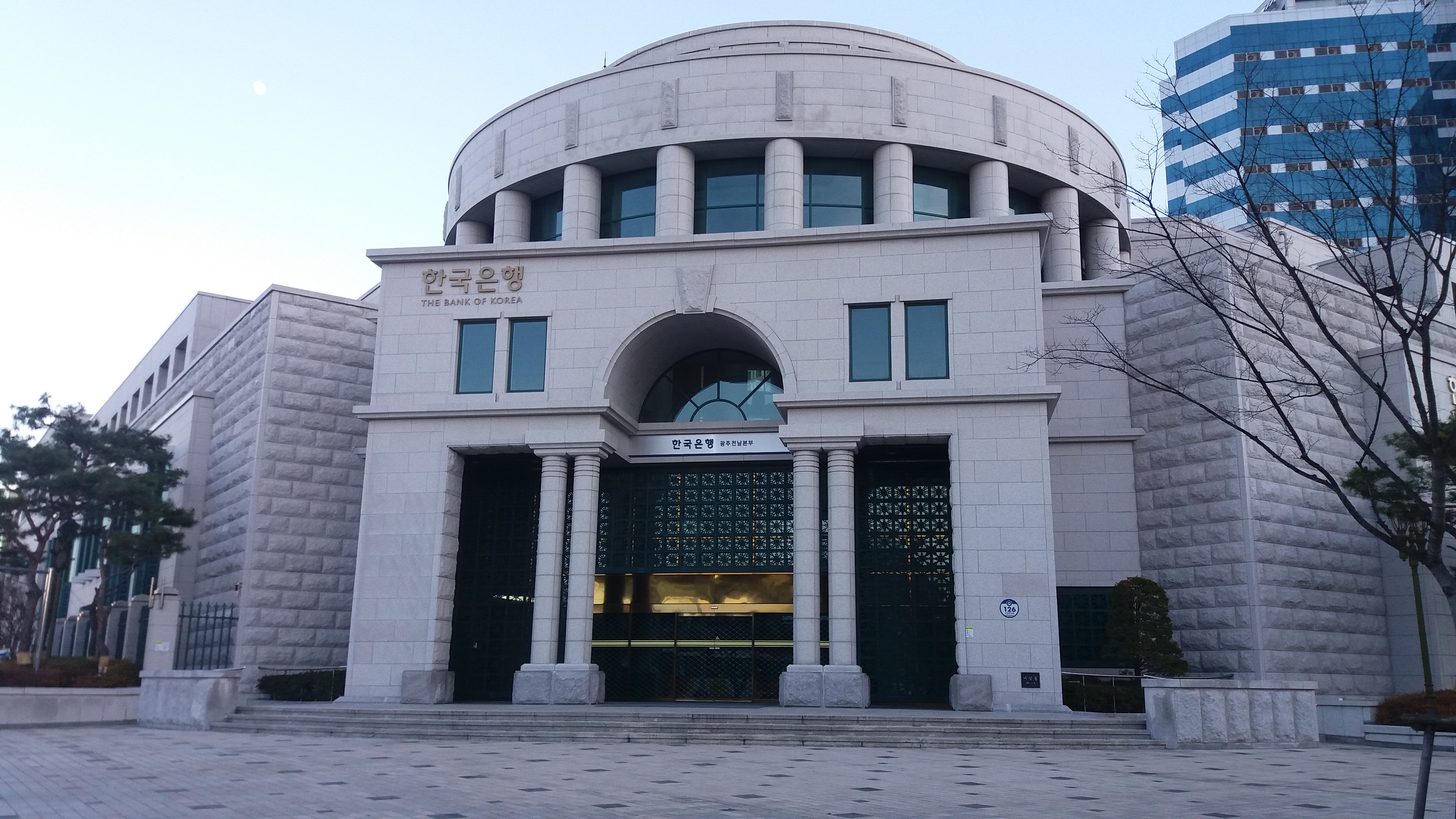
광주전남본부
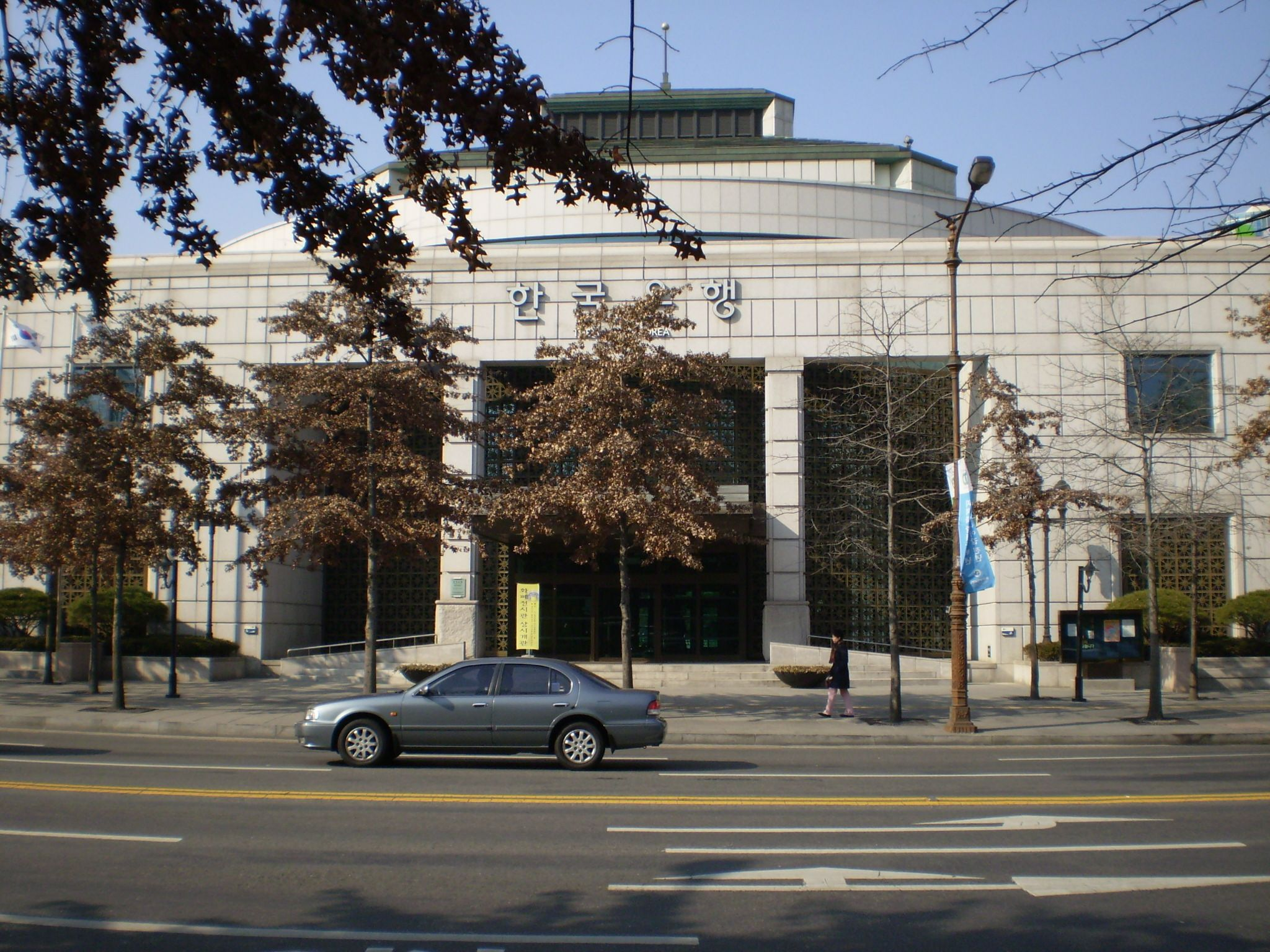
대구경북본부
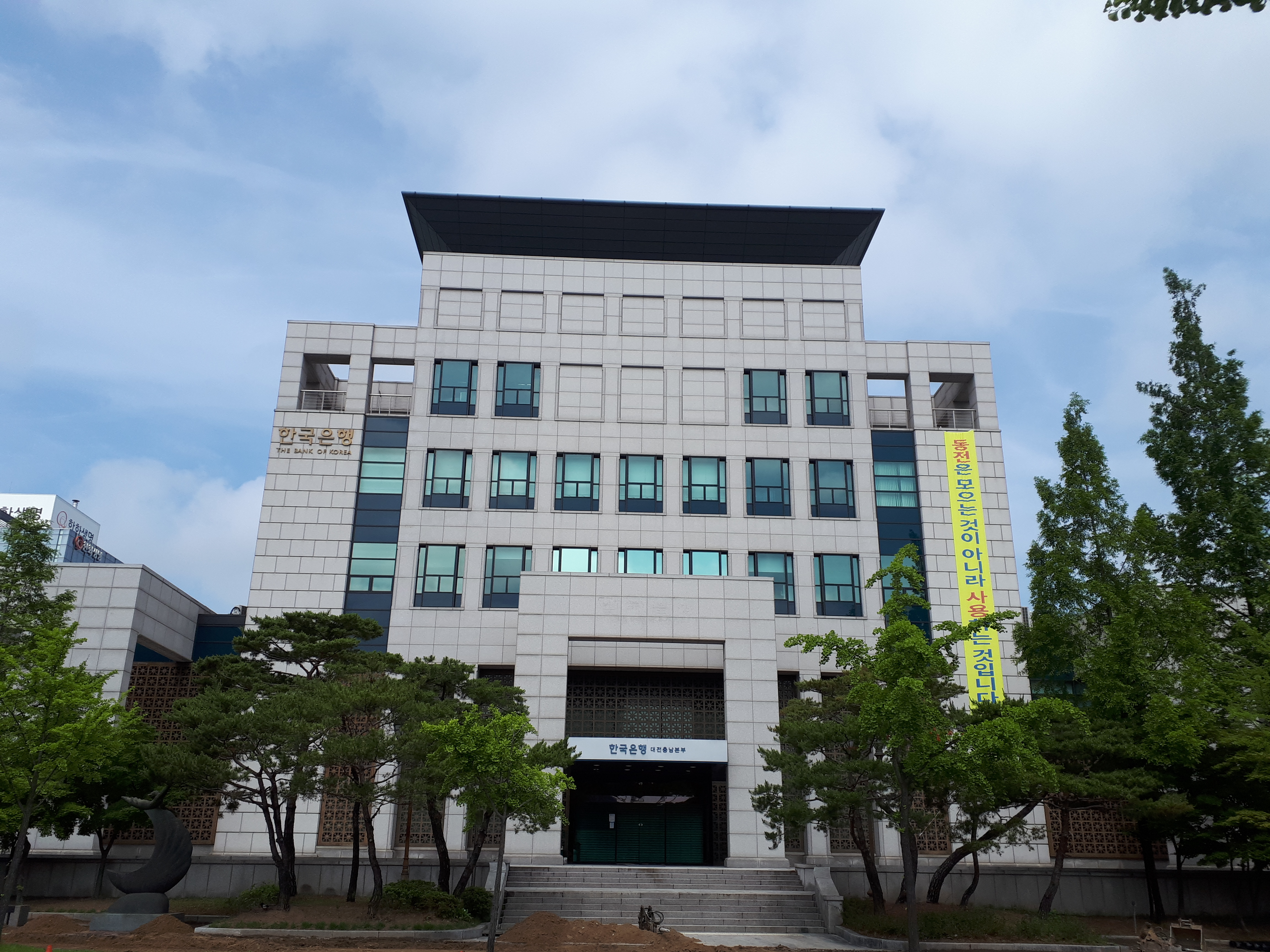
대전충남본부
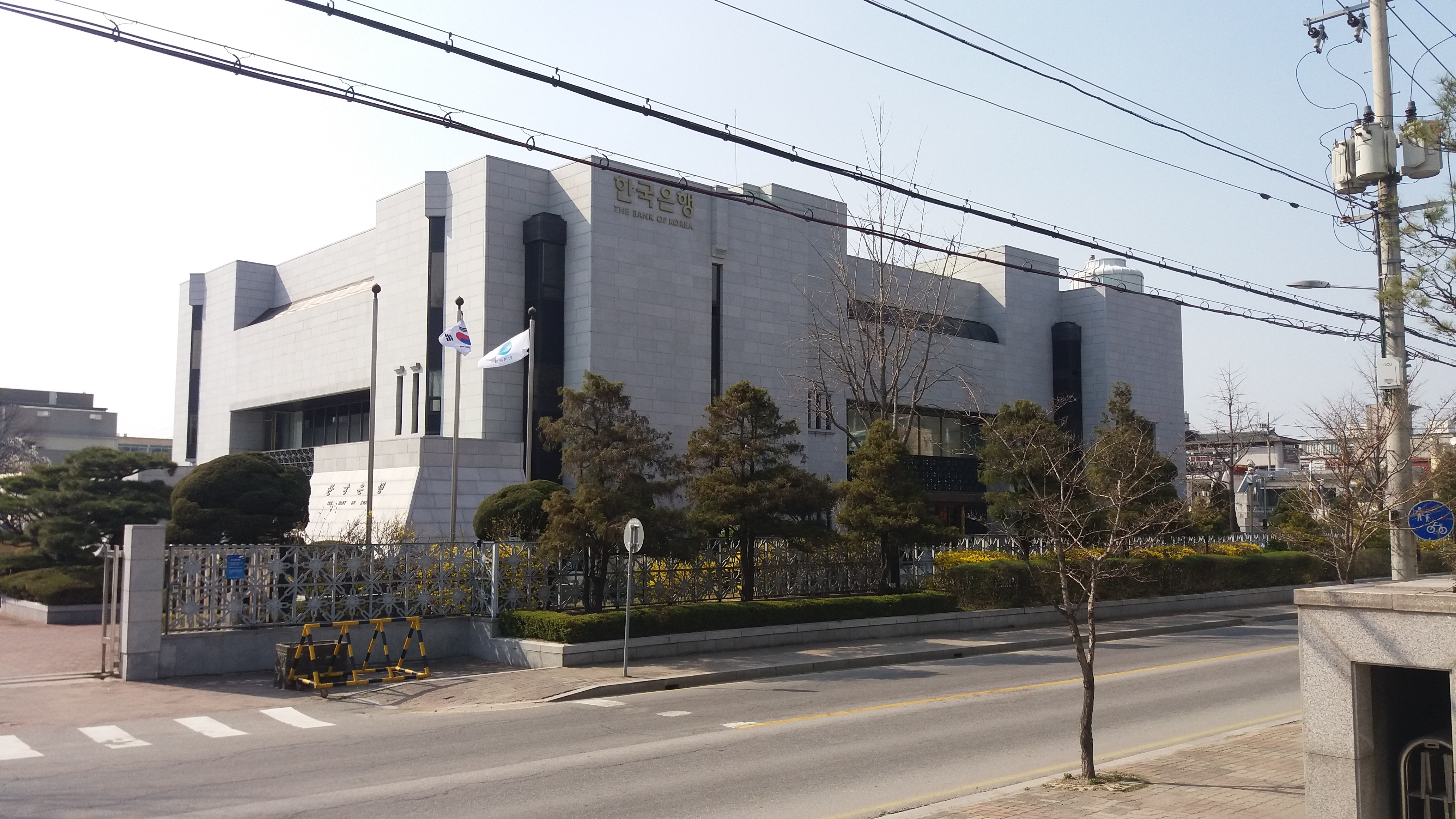
충북본부
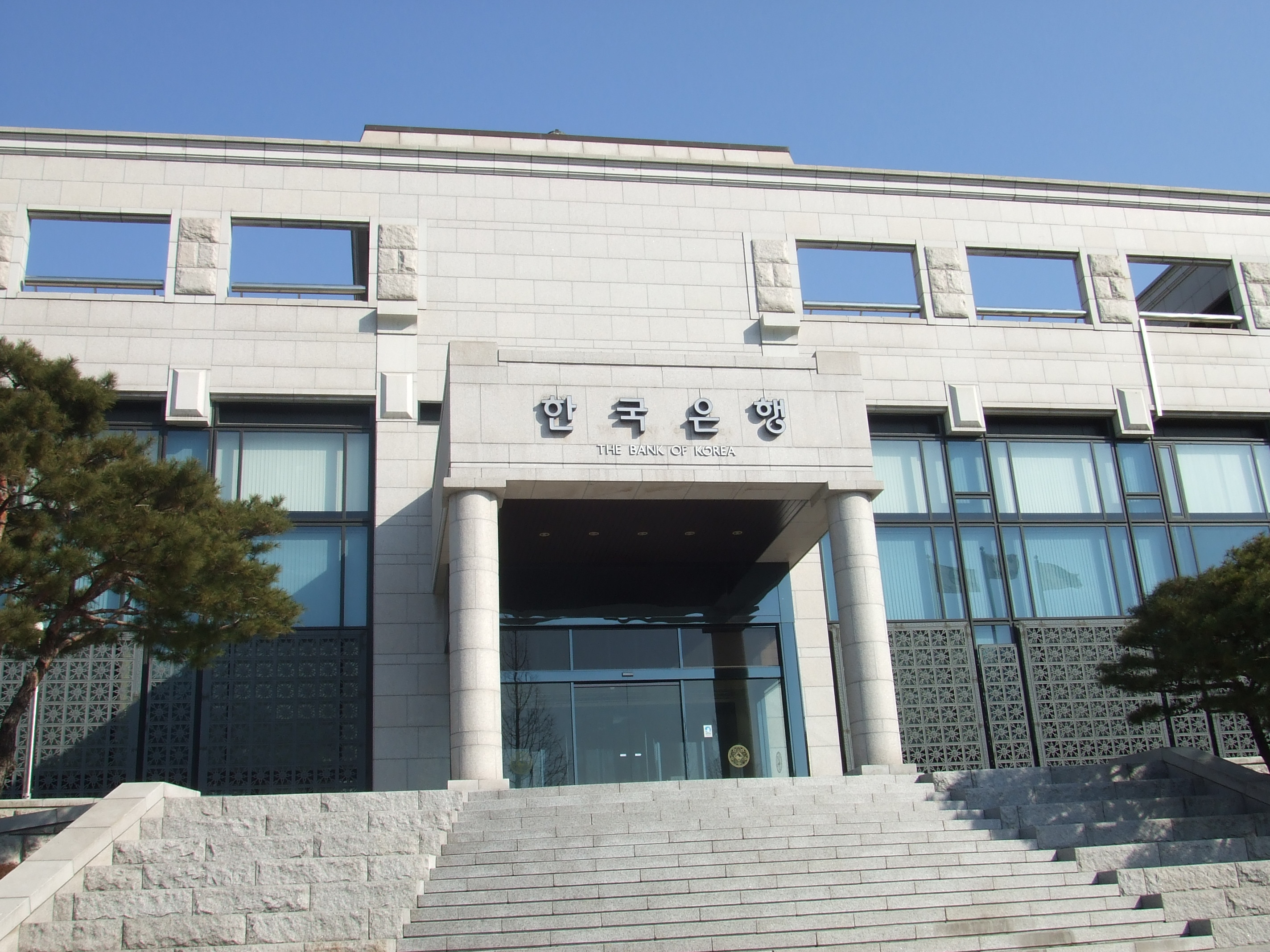
창원본부

## 같이 보기
- 한국은행 총재
- 한국은행 부총재
- 한국은행 부총재보
- 기획재정부
- 산업통상자원부
- 금융위원회
- 금융감독원
- 모피아
- 화폐박물관
- 한국은행 기준금리
- 대한민국 원
- 대한민국의 금융기관 목록

### 내용주
1. ↑  조선 엔의 통용이 완전히 금지된 것은 1946년 3월 16일 군정법령 제57호 및 제59를 통해서이다. 하지만 재무국훈령 제5호를 통해 조선 엔과 대한민국 원의 교환을 금지하여 사실상 조선 엔의 통화가치를 흡수해버렸으며, 훈령 제6호를 통해 일본인의 예금인출권을 일부 허락하여 차별을 했다. 한편, 조선 엔을 무효화시키고 대한민국 원과 함께 보조군표A를 법화로 지정했는데 1946년 7월 1일에 보조군표A의 법화 지위를 박탈했다.[1]
2. ↑  이는 조선은행이 사실상 중앙은행이 되어 환금은행이 통합되는 처지였기 때문으로 보인다. 실제로 1949년 2월 조선은행의 총재와 임원이 환금은행의 총재와 임원을 겸임토록 하면서 조선은행이 사실상 유일한 외국환업무 취급 기관이 되면서 환은통합이 본격화되었다.[8]
3. 1 2 3  현재 이 문서들의 원본은 전해지지 않아 정확한 내용은 알 수 없다. 현재 알려진 내용은 《자유신문》의 보도에 근거한 것이다.
4. ↑  당시 조선은행과 정부의 중앙은행 구상에는 차이가 있었다. 조선은행은 독립성을 강조해 주식회사 형태의 소유 구조와 정책결정을 위한 통화심의회 설치를 주장했지만 정부는 정부 주도의 계획경제를 위해 중앙은행 직원을 공무원으로 하고 임원의 임면권을 재무부에 귀속시키는 방안을 검토했던 것이다.[11]
5. ↑  이 자료도 원본이 남아 있지 않지만 이를 보도한 것으로 추정되는 《연합신문》의 기사가 남아 있다.
6. ↑  재무부 초안과 조선은행 초안 모두 중앙은행이 일반은행의 업무를 취급하도록 규정하고 있었고 이는 1950년 2월 「한국은행법」 초안에도 담겨 있었다. 하지만 다음 달 뉴욕 연방준비은행의 블룸필드 국제수지과장과 젠슨 감사과 과장보의 권고를 받아들여 일반은행 업무 조항은 삭제되었다.[13] 이러한 미국과의 의견 교류는 오랜 시간 수차례에 걸쳐 이루어졌으며, 이는 「한국은행법」 뿐만 아니라 기타 「은행법」 전반에 걸친 것이었다.
7. ↑  내각 내에서도 허정 교통부 장관과 신태익 법제처장이 「대한민국헌법」에서 '국가의 기본적 계획과 정책 수립' 권한을 행정부에 부여했는데 금융통화위원회가 '통화, 신용, 외환에 관한 정책의 수립' 기능을 수행하는 것은 위헌이라는 주장을 제기했다. 하지만 미국 경제협력국 프랭켈 박사의 법률자문 서한으로 위헌론을 잠재웠다.[15]
8. ↑  강경식 재정경제원 장관, 이경식 한국은행 총재, 김인호 경제수석비서관, 박성용 금융개혁위원회위원장을 이름.
9. ↑  「한국은행법」 일부개정법률안이 의원입법으로 제출된 것은 이것이 처음이다.
10. ↑  금통위는 합의제 기구라서 의견을 조정하는 역할을 주로 맡기에 집행기구의 의견을 대변하기가 어려웠다. 따라서 집행기구를 대표하는 총재를 지원하고 금통위와 집행기구를 잇는 역할을 하기 위해 부총재가 금통위에 참여토록 규정한 것이다.
11. ↑  나오연 위원장의 입법안에는 통화신용정책의 효율적 수행의 범위 내에서는 단독검사권 부여를 규정했지만 정부와 한은의 합의 과정에서 삭제되었다. 그 외에도 한은 예산에 대해 재경부는 경비예산에 대해 사전승인을 받도록 했는데 나오연 위원장의 안에는 모든 예산의 자율적 결정이 있었지만 역시 합의 과정에서 삭제되었다.
12. ↑  의장은 한은 총재가 겸임하며 당연직 위원을 제외한 나머지 5명은 각 추천기관의 추천을 받아 대통령이 임명한다. 다만, 공무원 결격사유에 해당하는 사람은 위원으로 임명될 수 없다. 부총재보는 위원으로 참여할 수는 없지만 회의에 출석해 발언을 할 수 있다.
13. ↑  설립 초기에는 재무부 장관이 위원으로 참여했지만 1998년 이후 구성원에서 제외되었다. 그 이전까지는 금융통화위원회 의장직도 한은 총재가 아니라 재무부 장관이 수행했다.
14. ↑  1998년 「한국은행법」의 개정을 통해 금융통화위원회의 권한이 열거식으로 바뀌었다.
15. ↑  의장은 단독 발의가 가능하다.
16. ↑  이 경우 직원은 국·실·원장, 금융기관에 대한 긴급여신 업무를 수행하거나 영리기업에 여신업무를 수행하거나 외국환거래 검사를 수행하는 직원 등으로 한정된다.
17. ↑  이때 은행감독원은 금융감독원으로 분리독립했다.

### 참조주
1. ↑  한국은행 2018a, 193~204쪽.
2. ↑  한국은행 2018a, 181~189쪽.
3. ↑  “貿易振興을期코저 換金銀行을設立”. 《동아일보》. 1947년 6월 26일. 2018년 11월 4일에 확인함.
4. ↑  한국은행 2018a, 209~215쪽.
5. ↑  한국은행 2018a, 217~227쪽.
6. ↑  한국은행 2010a, 19~20쪽.
7. ↑  한국은행 2018a, 229~254쪽.
8. ↑  한국은행 2010a, 20쪽.
9. ↑  한국은행 2018b, 11~22쪽.
10. ↑  한국은행 2018b, 23~63쪽.
11. ↑  한국은행 2010a, 21~22쪽.
12. ↑  한국은행 2018b, 65~99쪽.
13. ↑  한국은행 2018b, 100~184쪽.
14. ↑  한국은행 2018b, 285~289쪽.
15. ↑  한국은행 2010a, 23~24쪽.
16. ↑  한국은행 2018b, 318~353쪽.
17. ↑  한국은행 2018b, 409~410쪽.
18. ↑  한국은행 2010b, 39~41쪽.
19. ↑  한국은행 2010b, 42~44쪽.
20. ↑  한국은행 2010b, 45~46쪽.
21. ↑  한국은행 2010b, 46~47쪽.
22. ↑  한국은행 2010b, 47~48쪽.
23. ↑  한국은행 2010b, 47~50쪽.
24. ↑  한국은행 2010b, 50~53쪽.
25. ↑  한국은행 2010b, 54~59쪽.
26. ↑  한국은행 2010b, 60~67쪽.
27. ↑  “한국은행 경제통계국 재편…"GDP 통계 유용성 제고"”. 《서울경제》. 2024년 12월 26일.
28. ↑  한국은행 2010c, 83~89쪽.
29. ↑  한국은행 2010c, 91~94쪽.
30. ↑  장도민 (2018년 10월 23일). “'남대문출장소' 오명 벗나 했더니 이젠 '한은寺·척척寺'”. 《뉴스1》. 2018년 11월 4일에 확인함.
31. ↑  박병률 (2014년 10월 28일). “한은, 도로 기재부 남대문출장소?”. 《주간경향》. 2018년 11월 4일에 확인함.
32. ↑  양민철 (2018년 10월 23일). “한은 독립성 훼손은 누구 탓? 여당은 "전 정부 탓" 야당은 "정부 탓"”. 《국민일보》. 2018년 11월 4일에 확인함.
33. ↑  권혜민 (2018년 6월 26일). “[기자수첩]'한은 감사(監事)'라는 자리”. 《머니투데이》. 2018년 11월 4일에 확인함.
34. ↑  김정원 (2018년 9월 18일). “'방만경영 지적' 무시한 한은… 최근 3년간 최소 150억 낭비”. 《한국일보》. 2018년 11월 4일에 확인함.
35. ↑  황병극 (2015년 1월 15일). “감사원 "한은, "독립성" 이유로 방만경영 유지"”. 《연합인포맥스》. 2018년 11월 4일에 확인함.
36. ↑  류지복 (2008년 10월 19일). “"감사원, 한은 해외사무소 운영 방만"”. 《연합뉴스》. 2018년 11월 4일에 확인함.

## 참고 자료
- 한국은행 제정 자료집
  - 한국은행 (2018a), 《한국은행 제정 자료집 1》, 181~254쪽, ISBN 9791155384114, 2018년 11월 4일에 확인함
  - 한국은행 (2018b), 《한국은행 제정 자료집 2》, 11~410쪽, ISBN 9791155384121, 2018년 11월 4일에 확인함
- 한국은행 60년사
  - 한국은행 (2010a), 《제1장 한국은행의 창립》, 18~31쪽, 2018년 11월 4일에 확인함
  - 한국은행 (2010b), 《제2장 한국은행법의 변천》, 38~68쪽, 2018년 11월 4일에 확인함
  - 한국은행 (2010c), 《제3장 한국은행의 조직과 경영》, 74~100쪽, 2018년 11월 4일에 확인함